# Neverland (entreprise)
Pour les articles homonymes, voir Neverland.
Neverland Co., Ltd. (ネバーランドカンパニー) était une société japonaise de développeur de jeux vidéo sur Game Boy Advance, Super Nintendo, Dreamcast, PlayStation 2, PlayStation Portable, Nintendo DS, Wii. La société est connue pour la série des jeux de rôle "Lufia" créée par Masahide Miyata & Yasunori Shiono pour la musique. La société cesse ses activités en 2013.

## Histoire
Neverland collabore avec Hudson Soft sur certaines plateformes et distribué par les éditeurs Taito Corporation, Square Enix, Natsume Inc. & Atlus USA.

## Jeux vidéo
- CIMA: The Enemy
- Chaos Seed
- Disney's Party sur Gamecube
- Dramatic Dungeon Sakura Taisen
- Energy Breaker
- Egg Monster Hero
- Evolution: The World of Sacred Device
- Fushigi no Dungeon: Fuurai no Shiren Gaiden: Jokenji Asuka Kenzan!
- Record of Lodoss War: Advent of Cardice
- Lufia
- Lufia and the Fortress of Doom
- Lufia II: Rise of the Sinistrals
- Lufia: The Legend Returns
- Lufia: Curse of the Sinistrals
- Hat Trick Hero 2
- Rengoku: The Tower of Purgatory
- Rengoku II: The Stairway to Heaven
- Rune Factory Oceans
- Rune Factory Frontier
- Rune Factory: A Fantasy Harvest Moon
- Rune Factory 2: A Fantasy Harvest Moon
- Rune Factory 3
- Rune Factory 4
- Senkutsu Katsuryu Taisen: Chaos Seed
- Shining Force Neo
- Shining Force EXA